# Schleinitzia
Schleinitzia là một chi thực vật có hoa trong họ Đậu.
Chi này bao gồm loài:
- Schleinitzia fosbergii